# Болобоново (Тверская область)
Болобоново — деревня в Фировском районе Тверской области. Относится к Великооктябрьскому сельскому поселению. Расположена на реке Цна, в 12 километрах к югу от районного центра Фирово.
Население по переписи 2010 года — 43 человек, 16 мужчин, 27 женщин.

## История
Входила в состав Кузнецовской волости Вышневолоцкого уезда.
В 1859 году в деревне 13 дворов, 124 жителя. По данным 1886 года в деревне 34 двора, 203 жителя.